# Qiblih
Qiblih (kaba'en) er bahá'ís åndelige centrum i Det hellige land, Israel hvor Bahá'u'lláh (1817-1892) ligger begravet i nærheden af byen 'Akka. Ved daglig obligatorisk bøn vender bahá'íer sig mod denne, og ved begravelse rettes den afdødes krop med hovedet mod Qiblih.
Pilgrimsfærden indeholder ingen ritualer. I sin Lovbog, Kitáb-i-Aqdas, siger Bahá'u'lláh at enhver bahá'í bør tage en pilgrimsfærd til Qiblih mindst en gang i livet.
Den troende kan finde retningen til Qiblih via internettet eller med et specielt bahaikompas.